# Chiesa di San Michele Arcangelo (Paganico)
La chiesa di San Michele Arcangelo si trova nel centro storico di Paganico, località del comune di Civitella Paganico situata nei pressi del fiume Ombrone.

## Storia
L'edificio religioso fu costruito tra il 1297 e il 1305, anche se alcune porzioni sono state terminate solo nel 1345, ed era inizialmente una sede conventuale dell'Ordine degli Umiliati.
Nella seconda metà del Cinquecento venne dismesso il convento e la chiesa divenne la pieve di riferimento della zona.
In epoca barocca venne trasformata gran parte della navata interna, e altri interventi di ristrutturazione furono eseguiti nel corso del Settecento, quando fu aggiunto il campanile nella parte laterale posteriore sinistra rispetto alla chiesa.
Nel 1933 l'edificio religioso subì pesanti restauri che, eliminando le stratificazioni barocche, hanno voluto riportare la chiesa a un presunto, e arbitrario, aspetto antico e 'originario', modificando anche la facciata. L'edificio religioso è divenuto propositura, svolgendo ancora oggi le funzioni parrocchiali di Paganico.

## Descrizione

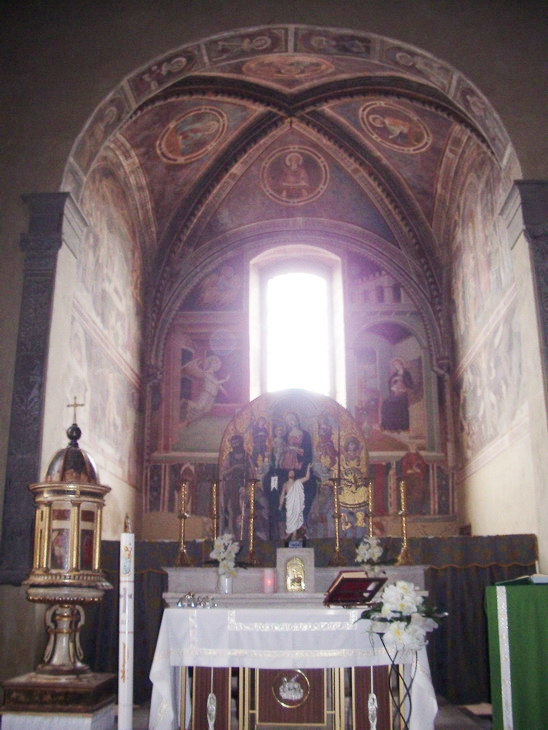
Veduta dell'area absidale con il ciclo di affreschi trecenteschi

La chiesa si caratterizza per una semplice facciata di un tipo piuttosto comune in zona, seppur frutto di restauri novecenteschi. Il portale è sormontato da un arco a tutto sesto e nella parte superiore si apre un piccolo rosone. Il campanile a lato è settecentesco.
Al suo interno, ad aula unica tipica di molte chiese degli ordini mendicanti e coperta da capriate lignee, sono conservate diverse opere d'arte. 

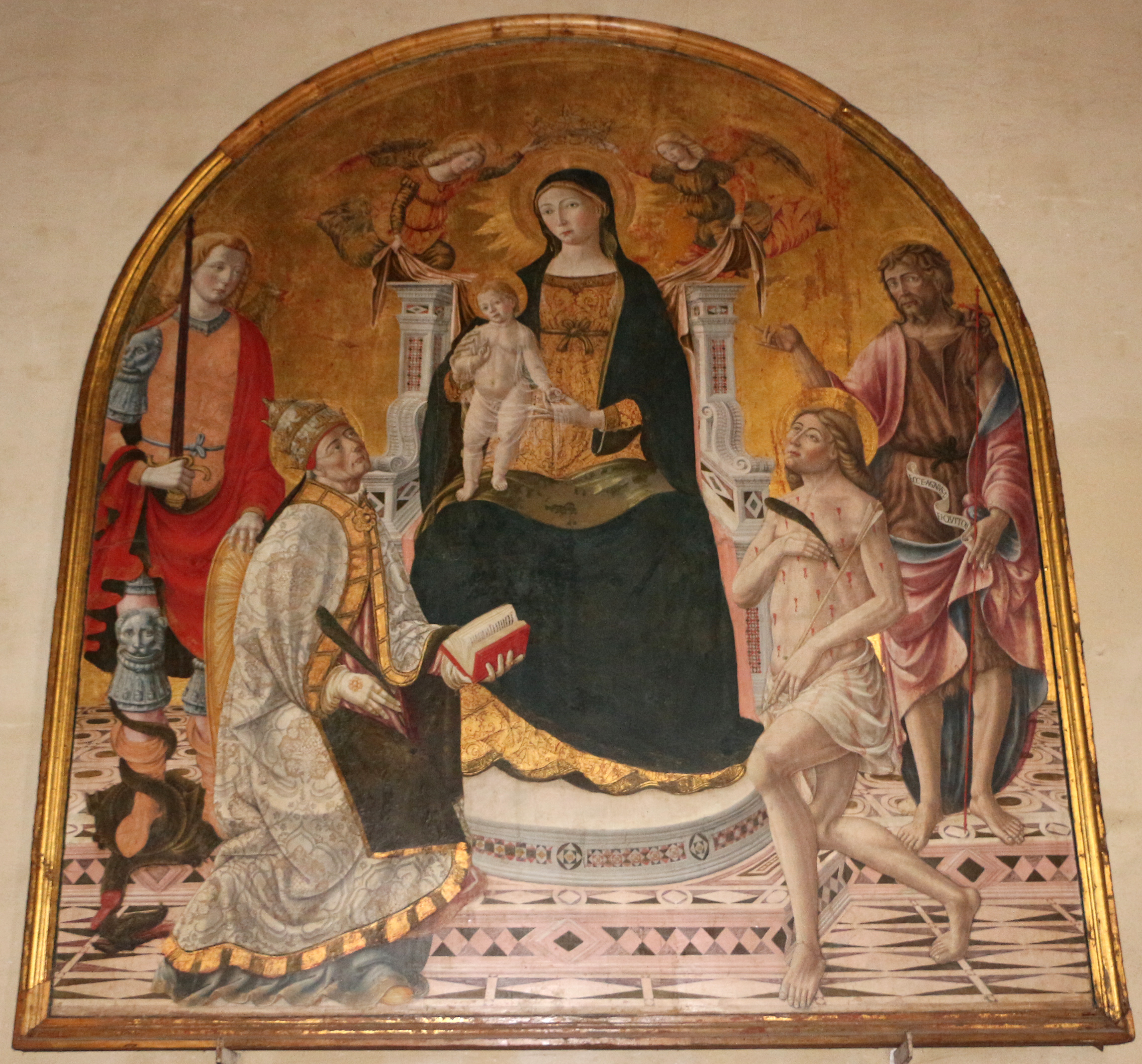
Andrea di Niccolò, Madonna col Bambino e Santi, 1470-1480.

Alla parete sinistra spicca la Madonna col Bambino in trono e i Santi Giovanni Battista, Michele, Gregorio Magno e Sebastiano, realizzata tra il 1470 e il 1480 da Andrea di Niccolò.
Più avanti sulla stessa parete, a sinistra dell'altare maggiore, si trova un ciborio eucaristico di pregevole fattura a forma di tempio architettonico, in legno intagliato e dorato, con gli specchi dipinti da Bartolomeo Neroni, detto il Riccio (1538-40 ca.).
Sulla parete destra spicca un interessante affresco con un gigantesco San Cristoforo di autore ignoto, probabilmente dell'inizio del Quattrocento. Questo è probabilmente il ritrovamento più appariscente che ha seguito i vari 'restauri' novecenteschi, che hanno avuto appunto il pregio di portare alla luce affreschi frammentari, sebbene alcuni siano molto lacunosi o poco leggibili. 
Sulla stessa parete è custodito anche un bel Crocifisso quattrocentesco, recentemente restaurato e forse opera di un artista lombardo, al seguito o in contatto con l'ordine degli Umiliati. Il Crocifisso, molto venerato, in passato fu spesso al centro di contese tra gli abitanti di Civitella Marittima e quelli di Paganico.
All'altare maggiore si trova la tavola rinascimentale raffigurante la Madonna in trono e santi, realizzata nel 1476 da Guidoccio Cozzarelli, opera di alta qualità pittorica e di grande raffinatezza esecutiva.

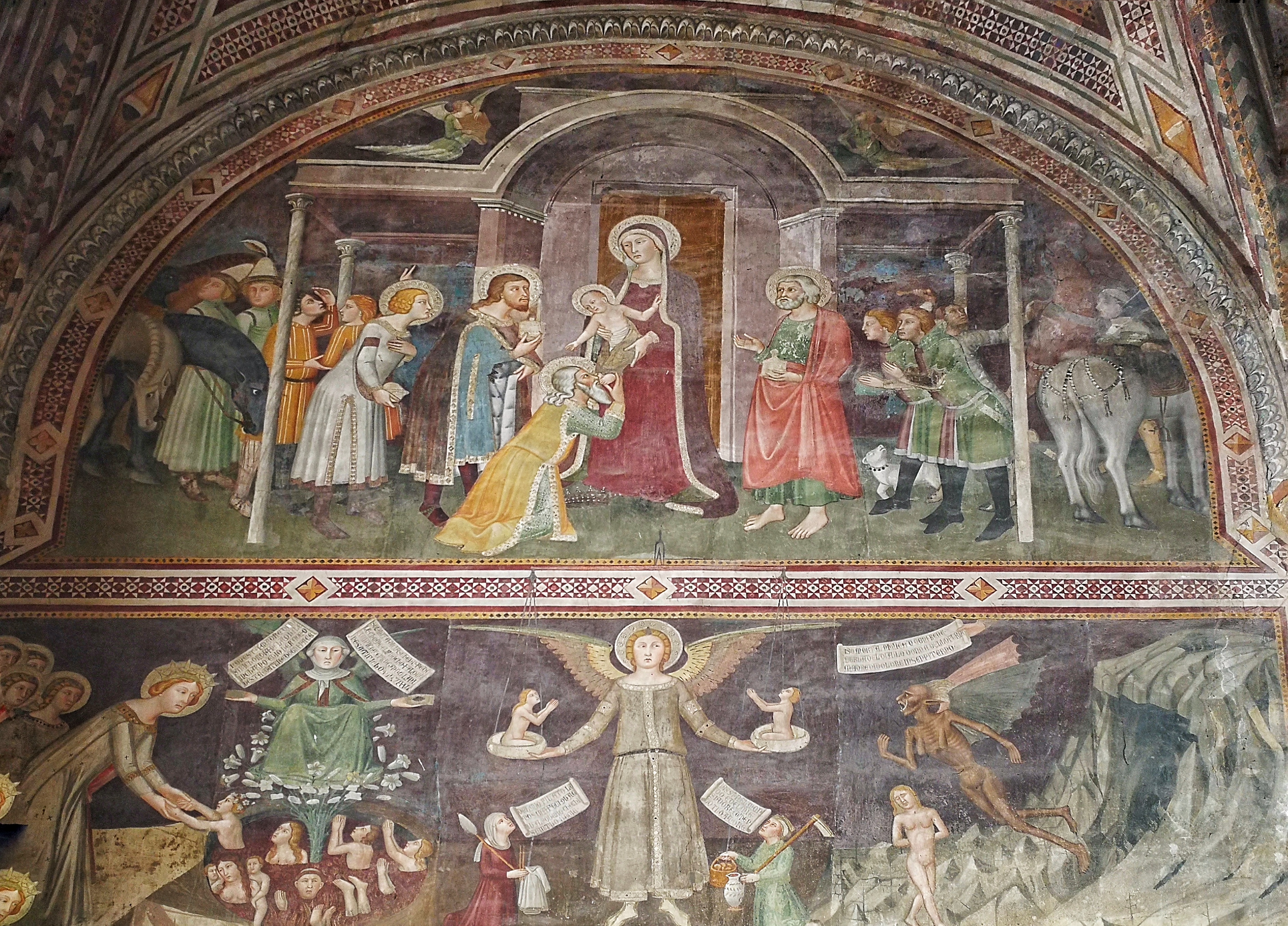
Affreschi absidali di Biagio di Goro Ghezzi, dettaglio della parete destra con Epifania (in alto) e allegoria dell'oltretomba (in basso), terminati entro il 1368.

Nell'abside è conservato un notevole ciclo di affreschi trecenteschi eseguiti dal pittore di scuola senese Biagio di Goro Ghezzi, il cui nome si legge infatti nell'iscrizione sulla parete sinistra del presbiterio, rinvenuta nei restauri del 1961-63. Il ciclo, uno dei più importanti dell'epoca realizzati in provincia di Grosseto e completato nel 1368, copre tutte le pareti e la volta del coro e riporta:
- l'Annunciazione, ai lati del finestrone gotico
- la Natività, sulla parete sinistra in alto
- l'Adorazione dei Magi, sulla parete destra in alto
- le Storie di San Michele Arcangelo tratte dai Vangeli apocrifi, sulla parete sinistra in basso
- l'Allegoria dell'Oltretomba, sulla parete destra in basso
- i quattro evangelisti, sulla volta
- sei sante, nel sottarco.

Di alta qualità, gli affreschi sono ricchi di notazioni e di originalità iconografica, e presentano riferimenti ai Lorenzetti nei tipi, in alcuni dettagli, e soprattutto nelle elaborate soluzioni spaziali, la più interessante delle quali è quella che lega, come se fosse in uno spazio unico, i diversi luoghi dove sono collocati i protagonisti dell'Annunciazione, ai lati del finestrone in fondo al presbiterio.